# Српска православна црква Светог Николе у Сегедину
Српска православна црква посвећена преношењу моштију Светог Николе у Сегедину је једна од најстаријих грађевина подигнута у барокном стилу. Храм који је грађен од 1773. до 1781. године је један најлепших споменика историје Срба у овом граду. Једна је од 5 цркви (Сириг, Деска, Нови Сентиван, Ходмезевашархељ), које су Срби подигли након Велике сеобе Срба у жупанији Чонград. 

## Историјат цркве у Сегедину
Сегедин је старо насеље на десној обали Тисе. По старим изворима постојало је у 12. веку, претпоставља се да је у њему било „словенских хришћана” и пре доласка Мађара. У 14. веку води се као утврђење у Чонградској жупанији, а средином 15. века у њему су одржавани угарски сабори. Сабору 1444. године присуствовао је и деспот Ђурађ Бранковић, који је у овом крају имао велике поседе насељене Србима. 
За време турске власти Срби су претежно живели у Паланки и Горњој вароши. После обнове Пећке патријаршије (1557) у Сегедину је било седиште „митрополита” - епископа за Бачку област. Тада је у вароши постојала српска православна црква, о којој нема изворних података. 
После ослобођења од Турака 1686. приликом Велике сеобе Срби у великом броју насељавају Паланку. 
Њихова старија црква у Горњем граду била је посвеђена св. архангелима Михаилу и Гаврилу. Подигнута на темељима цркве из турског доба о коме сведочи и Тевтер црквени (основатељно писмо) из 1727, док матичне књиге постоје тек од 1744. Године 1879, у великој поплави Сегедина, та црква је веома оштећена, а убрзо је и срушена. 
Садашња црква у Сегедину, у некадашњем пограду Паланка, посвећена је Светом Николи. Грађена је у два маха, привремена црква мањих димензија подигнута је 1732. године. Било је покушаја 1762. године да се уз ту цркву догради торањ од тврдог материјала али због недостатка потребних дозвола ово није остварено. Касније када је српска заједница ојачала, помоћу донација имућних трговаца приступило се зидању садашње цркве. Радови су започети 1773. године а до 1778. црква је била под сводом. Главни архитекта је био Јоанес Добич. Торањ је завршен 1781. Зидање торња су радила два немачка мајстора, а позлаћивање и украшавање торња је радио Михаило Соколовић, будимски мајстор. Још у овој години су освештали 5 нових звона. 
Током 18. и 19. века Николајевска црква је богато даривана што се види по њеном инвентару. Године 1879. црква је знатно оштећена у катастрофалној поплави Сегедина, па је током 1880. и 1881.  генерално поправљена. Унутрашње уређивање и украшавање цркве је дуже трајало, тек 1805. цркву је освештао епископ Јован Јовановић, а споменица о овом чину чува се у женском делу цркве.
Спољашњи изглед цркве у пуној мери истиче барокну форму, са већ испољеним класицистичким елементима. 
Иконостас сегединске цркве (његов доњи део) сликао је српски барокни мајстор Јован Поповић 1761. године, а првобитно се налазио у старој цркви. После подизања садашње цркве, црквена општина је ангажовала другог сада непознатог сликара, који је насликао остале композиције овог изразито високог рокајно разуђеног (у стилу рококоа) иконостаса. Цео иконостас је после велике поплаве 1881. године невешто пресликан. Том приликом је мало познати сликар Јован Ходина насликао у своду солеје зидну композицију „Стварање света”.
На зидовима храма налази се још неколико икона из разних периода и са разних места. Најстарија је једна руска икона „Нерукотвореног образа Исуса Христа” (Вероникин убрус) рад је руског мајстора из Рубљовљеве школе са почетка 17. века. На јужном зиду налазе се још две иконе Пресвете Богородице које су Срби у Великој сеоби 1690. године донели са собом из старе Србије. Необична је и једна икона Богородице „Црна Мадона” која је из Египта и рад је коптског сликара где Христос и Богородица имају црначке ликове. Вредне су помена још две иконе чувеног барокног сликара Стефана Тенецког Крунисање Богородице. У витринама налазе се старе богослужбене књиге и разни литургијски предмети кандила, свештени сасуди и покривачи.
Према историјским подацима, чувена Светосавска химна „Ускликнимо с љубављу”, настала је у Сегедину 1834. године, за време чувеног сегединског пароха Павла Стаматовића. 

## Галерија
- Макета цркве
- Унутрашњи део цркве
- Инвентар цркве
- Иконе
- Икона Светог Николе
- Стварање Света
- Иконостас
- Претрона Богородице
- Црна Мадона
- Богородица крвари